# Giuseppe Esterházy
Giuseppe I Esterházy di Galantha (Eisenstadt, 7 maggio 1688 – Eisenstadt, 6 giugno 1721) fu un Principe della nobile casata ungherese degli Esterházy.

## Biografia
Giuseppe era figlio di Paolo I e di sua moglie, Eva Thököly, sorella del Kuruzen ungherese Emmerich Thoekoely, ed era il terzo figlio sopravvissuto della coppia. Già all'età di 16 anni iniziò la propria carriera militare, raggiungendo ben presto il rango di Colonnello.
Alla morte del suo fratello maggiore, Michele, deceduto senza eredi nel marzo del 1721, egli gli succedette nel titolo di Principe. Il suo periodo di regno fu comunque molto breve (appena 74 giorni), dal momento che morì nel giugno di quello stesso anno. L'ipotesi secondo la quale sarebbe stato avvelenato da alcuni suoi avversari politici, sembrerebbe oggi non trovare fondamento. Suo successore, fu il figlio primogenito Paolo II Antonio, di appena 10 anni, che venne sottoposto alla reggenza della madre sino al 1734.

## Matrimonio e figli
Il 22 dicembre 1707, a Vienna, sposò la baronessa Maria Oktavia von Gilleis, dalla quale ebbe i seguenti eredi:
- Paolo Antonio (1711-1762)
- Maria Giuseppa Eleonora (1712-?), sposò il conte Franz von Paula Anton von Lamberg-Sprinzenstein
- Anna Maria (1713-?)
- Nicola (1714-1790)